# Niuafo'ou

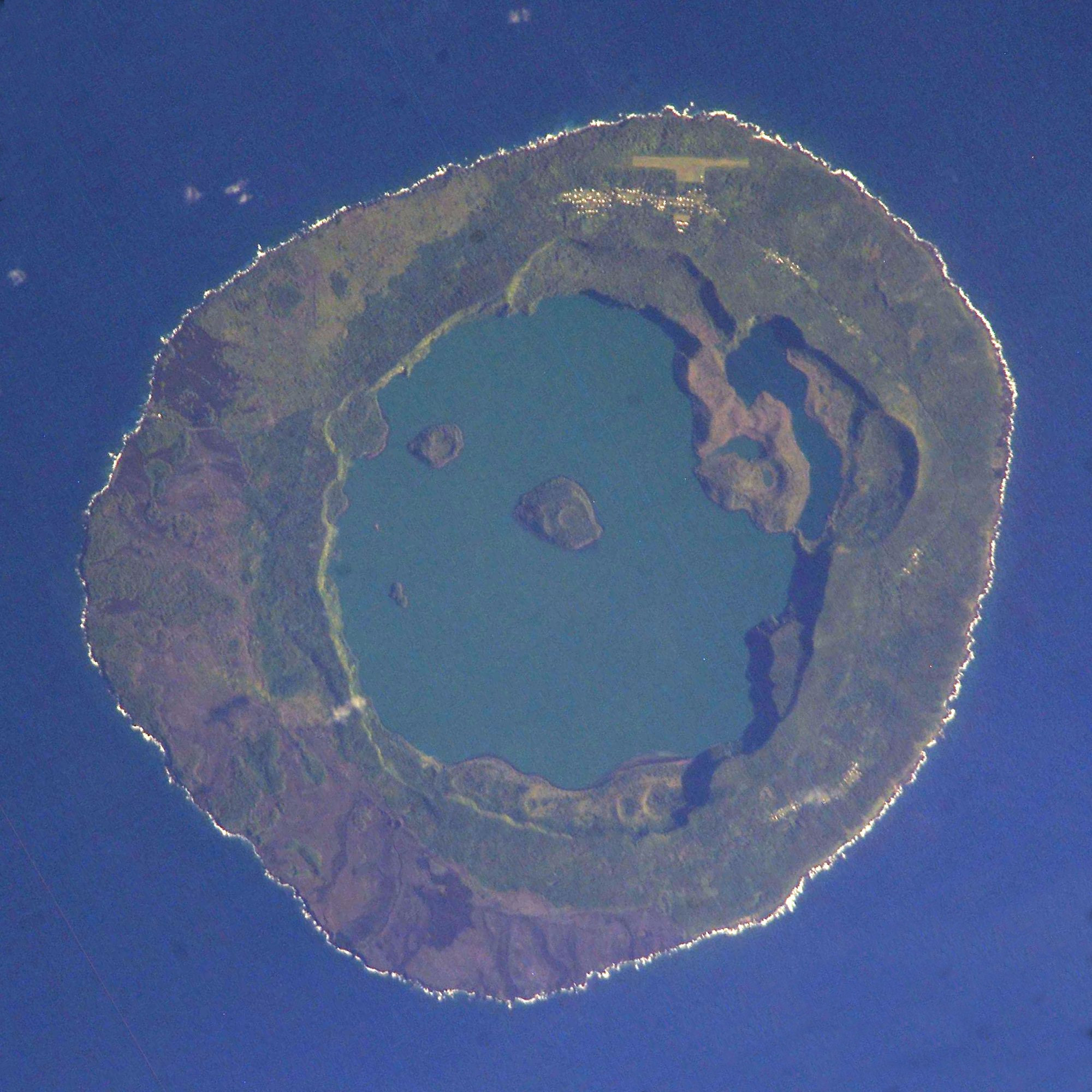
Vista de satélite da ilha.

Niuafo'ou é uma ilha de Tonga, localizada ao norte do país. É uma ilha vulcânica de 15 km², com uma população de 650 habitantes.